# 1978 w literaturze
Wydarzenia literackie w 1978 roku.

## Wydarzenia
- polskie
  - w Krakowie powstało niezależne wydawnictwo Krakowska Oficyna Studentów
- zagraniczne
  - początek nurtu shanghen wenxue, tzw. literatura ran i blizn w literaturze chińskiej

## Proza beletrystyczna i literatura faktu

### Język polski
- Jerzy Krzysztoń – Wielbłąd na stepie
- Jan Drzeżdżon – Kraina Patalonków
- Ryszard Kapuściński
  - Cesarz
  - Wojna futbolowa
- Aleksander Minkowski – Układ krążenia (Wydawnictwa Radia i Telewizji)[1]
- Igor Newerly – Rozmowa w sadzie piątego sierpnia
- Marek Nowakowski – Książę Nocy (Państwowy Instytut Wydawniczy)
- Ewa Maria Ostrowska – Pamiętaj o Róży (Wydawnictwo MON)[2]

### Inne języki
- Thomas Berger – Artur Rex (Arthur Rex: A Legendary Novel)
- Charles Bukowski – Kobiety (Women)
- Nicola Chiaromonte – Silenzio e parole
- Václav Havel – Siła bezsilnych (Moc bezmocných)
- Bohumil Hrabal
  - Tři teskné grotesky
  - Święto przebiśniegu (Slavnosti sněženek)
- John Irving – Świat według Garpa (The World According to Garp)
- Stephen King – Bastion (The Stand)
- Pavel Kohout – Kacica (Katyně)
- Amos Oz – Przygoda w Jerozolimie (Soumchi)
- Warłam Szałamow – Opowiadania kołymskie

### Tłumaczenia
- Bohumil Hrabal – Zbyt głośna samotność (Příliš hlučná samota)
- Wynalazca wieczności – antologia radzieckich opowiadań science-fiction

## Wywiady
- polskie
- zagraniczne

## Dzienniki, autobiografie, pamiętniki
- polskie
- zagraniczne
- wydania polskie tytułów zagranicznych

## Nowe eseje, szkice i felietony

### Język polski
- Mieczysław Orski – Etos lumpa (Zakład Narodowy im. Ossolińskich)[3]

## Nowe dramaty
- polskie
  - Sławomir Mrożek – Lis aspirant
  - Wiesław Myśliwski – Klucznik (Dialog) nr 6 s. 32–60
- zagraniczne
  - Václav Havel – Protest

## Nowe poezje
- polskie 
  - Stanisław Barańczak – Sztuczne oddychanie
  - Stanisław Grochowiak – Haiku-images (pośm.)
  - Julia Hartwig – Czuwanie
  - Ryszard Krynicki – Nasze życie rośnie
  - Ewa Lipska – Piąty zbiór wierszy
  - Jarosław Marek Rymkiewicz – Thema regium
- zagraniczne
  - Louis Zukofsky
    - A
    - 80 kwiatów (80 Flowers)
- wydane w Polsce dzieła lub wybory utworów poetów obcych
- zagraniczne antologie
- wydane w Polsce antologie poezji obcej

## Nowe prace naukowe i biografie
- polskie
  - Leszek Kołakowski – Główne nurty marksizmu. Powstanie, rozwój, rozpad
- zagraniczne
  - Bellarmino Bagatti
    - Edizione critica del testo arabo della “Historia Josephi fabri lignarii” e ricerche sulla sua origine (razem z A. Battistą)
    - Il Golgota e la Croce. Ricerche storico-archeologiche (razem z E. Testą)

## Urodzili się
- 5 stycznia – Seanan McGuire, amerykańska pisarka fantasy
- 2 kwietnia – Scott Lynch, amerykański pisarz fantasy
- 12 maja – Aslak Nore, norweski pisarz i dziennikarz
- 3 czerwca – Bartek Biedrzycki, polski pisarz i twórca komiksowy
- 24 lipca – Madeline Miller, amerykańska pisarka fantasy
- 21 sierpnia – Therese Bohman, szwedzka pisarka
- 16 listopada – Dzwinka Matijasz, ukraińska pisarka i tłumaczka
- Sofie Sarenbrant, szwedzka pisarka i dziennikarka
- Samanta Schweblin, argentyńska pisarka

## Zmarli
- 11 stycznia – Ibn e Insha, pakistański poeta (ur. 1927)
- 15 stycznia – Thein Pe Myint, birmański pisarz i polityk (ur. 1914)
- 29 stycznia – Stanisław Dygat, polski pisarz i felietonista (ur. 1914)
- 11 lutego – Harry Martinson, szwedzki pisarz, poeta, dramaturg, noblista (ur. 1904)
- 12 lutego – Wiesław Dymny, polski poeta, prozaik, współtwórca Piwnicy pod Baranami (ur. 1936)
- 15 lutego – Ilka Chase, amerykańska aktorka i pisarka (ur. 1900)
- 22 lutego
  - Hal Borland, amerykański pisarz i dziennikarz (ur. 1900)
  - Phyllis McGinley, amerykańska poetka (ur. 1905)
- 1 marca – Paul Scott, brytyjski pisarz, poeta i dramaturg (ur. 1920)
- 18 marca – Leigh Brackett, amerykańska pisarka i scenarzystka (ur. 1912)
- 25 kwietnia – Zenta Mauriņa, łotewska pisarka i tłumaczka (ur. 1897)
- 28 kwietnia – Witold Zechenter, poeta, prozaik, publicysta (ur. 1904)
- 12 maja – Louis Zukofsky, amerykański poeta pochodzenia żydowskiego, nowelista i eseista (ur. 1904)
- 15 lipca – Paweł Łysek, polski pisarz i żołnierz (ur. 1914)
- 22 sierpnia – Ignazio Silone, włoski pisarz (ur. 1900)
- 14 września – Zenon Kosidowski, polski prozaik i eseista (ur. 1898)
- 17 października – Jean Améry, belgijski pisarz (ur. 1912)
- 11 listopada – Helena Boguszewska, polska pisarka (ur. 1886)
- 20 listopada – Jens August Schade, duński poeta i prozaik (ur. 1903)
- 24 listopada – Antoni Olcha, polski prozaik, poeta i reportażysta (ur. 1914)

## Nagrody
- Nagroda Kościelskich – Piotr Wojciechowski
- Nagroda Nobla – Isaac Bashevis Singer
- Złoty Wieniec Strużańskich wieczorów poezji – Rafael Alberti
- Nagroda Bookera – Iris Murdoch, Morze, morze (The Sea, The Sea)
- Nagroda Goncourtów – Patrick Modiano, Ulica Ciemnych Sklepików (Rue des boutiques obscures)
- Nagroda Cervantesa – Dámaso Alonso
- Nagroda im. Icyka Mangera – Ruchl Fiszman[4]